# حارة مدرسة أزال (صنعاء)

تعديل مصدري - تعديل

حارة مدرسة أزال هي إحدى حارات حي أزال-حدة بمديرية السبعين إحدى مديريات العاصمة اليمنية صنعاء، بلغ تعداد سكانها 2609 نسمة حسب تعداد اليمن لعام 2004.